# Tesis de julio

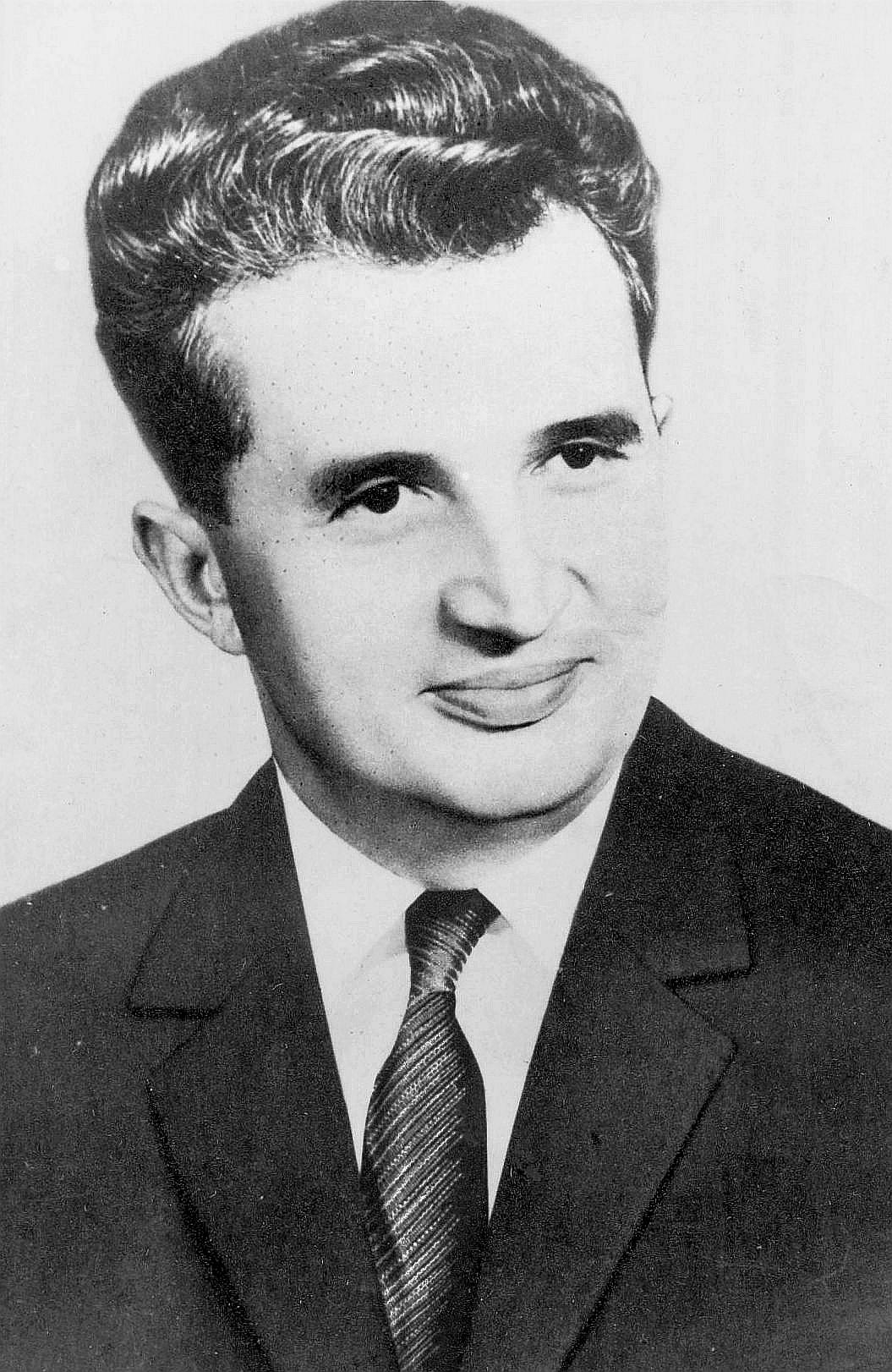
Nicolae Ceaușescu

Las Tesis de julio (rumano: Tezele din iulie) es un nombre comúnmente dado a un discurso pronunciado por el líder rumano Nicolae Ceaușescu el 6 de julio de 1971, ante el Comité Ejecutivo del Partido Comunista Rumano (PCR). Su nombre completo era Propuneri de măsuri pentru îmbunătățirea activității politico-ideologice, de educare marxist-leninistă a membrilor de partid, a tuturor oamenilor muncii ("Medidas propuestas para la mejora de la actividad político-ideológica, de la educación marxista-leninista de los miembros del Partido, de todos los trabajadores"). Este cuasi maoísta discurso marcó el comienzo de una "mini revolución cultural" en la República Socialista de Rumanía, lanzando una ofensiva neoestalinista contra la autonomía cultural, un retorno a las estrictas directrices del realismo socialista y ataques a intelectuales incumplidores. Se exigió una estricta conformidad ideológica en las humanidades y las ciencias sociales. La competencia y la estética serían reemplazadas por la ideología; los profesionales serían reemplazados por agitadores; y la cultura se convertiría una vez más en un instrumento de la propaganda comunista.
En su versión final de principios de noviembre de 1971, publicada como documento oficial del Pleno del PCR, las Tesis llevaban el título: Expunere cu privire la programul PCR pentru îmbunătățirea activității ideologice, ridicarea nivelului general al cunoașterii și educația socialistă a maselor, pentru așezarea relațiilor din societatea noastră pe baza principiilor eticii și echității socialiste și comuniste ("Exposición sobre el programa PCR para mejorar la actividad ideológica, elevar el nivel general de conocimiento y la educación socialista de las masas, a fin de organizar las relaciones en nuestra sociedad sobre la base de los principios de la ética y la equidad socialista y comunista").

## Antecedentes
Después de un período de rígido estalinismo a partir de 1948, la vida cultural rumana experimentó una tendencia modesta de liberalización y relajación ideológica a principios de la década de 1960. Esta tendencia se aceleró con el IX Congreso del Partido Comunista Rumano en 1965. Surgió una talentosa generación de escritores opositores: Nichita Stănescu, Ana Blandiana, Gabriel Liiceanu, Nicolae Manolescu, Adrian Păunescu y otros. Además, en el pleno del Comité Central de abril de 1968, Ceaușescu denunció a su predecesor Gheorghe Gheorghiu-Dej y rehabilitó a Lucrețiu Pătrășcanu, ejecutado solo dos días antes de que Ceaușescu se uniera al Politburó (permitiéndole así reclamar inocencia y degradar a un rival clave, Alexandru Drăghici). Esto abrió aún más espacio para la expresión artística. La novela de Eugen Barbu Principele ("El príncipe", 1969), aunque ambientada en la era Fanariota, se refiere claramente a Gheorghiu-Dej; incluso hay una referencia a un proyecto para construir un canal que cobra muchas de las vidas de sus constructores (un referencia encubierta al Canal Danubio-Mar Negro). En la novela F de Dumitru Radu Popescu se exploran los abusos cometidos durante la colectivización. La novela de Augustin Buzura Absenții ("Los ausentes", 1970) llegó a ofrecer una crítica de la sociedad contemporánea, describiendo la crisis espiritual de un joven médico.
La censura se mantuvo en su lugar. Alexandru Ivasiuc y Paul Goma habían sido encarcelados por su participación en el movimiento estudiantil de Bucarest de 1956, y cada uno escribió una novela sobre las experiencias en prisión de un hombre y los esfuerzos por readaptarse después de su liberación. El Ostinato de Goma describe la vida en prisión, los métodos de la Securitate y los excesos de la colectivización. El censor pidió cambios; finalmente, Goma publicó el libro sin cortes en Alemania Occidental en el otoño de 1971. Ivasiuc, en su Păsările ("Las aves"), cumplió con las demandas de la censura al justificar el arresto del protagonista y retratar a la policía secreta bajo una luz positiva. Sin embargo, la mayoría de los escritores se mostraron optimistas de que el Partido toleraría una gama más amplia de temas en la literatura creativa.
También se produjo un deshielo en las relaciones con Estados Unidos que trajo consigo un impacto en la vida de los ciudadanos. Se abrió una fábrica de Pepsi-Cola en Constanța en 1967, su producto se promocionó en la prensa a través de anuncios al estilo estadounidense. El eslogan "Pepsi, impulso y energía" aparecía regularmente en periódicos que solo unos años antes no mencionaban los productos occidentales. La Coca-Cola no se producía en el país, pero se podía encontrar en bares y "tiendas comturist", tiendas con una clientela restringida donde se podían comprar productos occidentales en moneda fuerte. En 1968, se abrió el primer bar/club de estudiantes en Bucarest; un escritor de Viața Studențească describió "mesas bajas, luz discreta... chicles y cigarrillos, Pepsi y Coca-Cola, juegos mecánicos, billar... más unas horas de interesantes discusiones. He aquí por qué el club bar surge como respuesta a una necesidad natural para la comunicación, para el intercambio de ideas y el choque de opiniones... en un ambiente distendido". El arte estadounidense moderno, duramente criticado durante el período del realismo socialista, comenzó a recibir una cobertura favorable, como se vio durante una exposición ("La pintura estadounidense desde 1945") que se inauguró a principios de 1969, presentando obras de artistas como Jackson Pollock, Robert Rauschenberg y James Rosenquist. Incluso el gobierno de EE. UU. recibió elogios: se siguió de cerca la gira mundial del presidente Richard Nixon en 1969, y el alunizaje que se presentó en julio en los anuncios se transmitió en vivo, lo que provocó un cálido saludo de Ceaușescu a Nixon y al pueblo estadounidense. Probablemente, el cenit de las relaciones rumano-estadounidenses durante el período comunista llegó a principios del mes siguiente, cuando decenas de miles de entusiastas habitantes de Bucarest dieron la bienvenida a Nixon, quien se convirtió en el primer presidente estadounidense en visitar un país del bloque del Este durante la Guerra Fría.

Escribiendo más de tres décadas después, Sorin Preda, quien llegó a Bucarest desde Bacău cuando tenía 18 años en 1970, recordó la escena cultural:I
Inexplicablemente y en parte milagrosamente, alrededor de 1970, el tiempo se había ralentizado de repente. Cansada, la historia dejó en paz a la gente durante unos años, olvidándose de las denuncias y las iras de los trabajadores, de las sospechas y los feos recuerdos. Era el momento de los artistas, incluidos los que acababan de salir de prisión. Era la época del deshielo. Para Leonce y Lena, el Teatro Bulandra estaba repleto de gente que había venido a ovacionar de pie a Ciulei, Pintilie, Irina Petrescu y Caramitru. Nuestros grandes artistas visuales, Maitec, Apostu y Baba, abrieron una nueva exposición casi todos los meses. El Ateneo y la Ópera agotaban las entradas de los espectáculos durante toda su duración, mientras que en las librerías, las obras de Eliade, Noica, Preda, Breban, Țoiu o Nichita [Stănescu] se vendían a escondidas, con muchas súplicas e insistencia.
En la década de 1970, la vida en Bucarest realmente comenzaba hacia la medianoche. Después de un concierto o de una obra de teatro, la gente salía a caminar, a divertirse. Los elegantes restaurantes del centro estaban llenos de artistas y chicas guapas. Los escritores y periodistas más conocidos cenaron en Capșay Berlín [Restaurante], mientras que en el Mignon se había abierto el primer restaurante privado, propiedad de los hermanos Chivu, donde se podía encontrar el marisco más fresco, traído ese mismo día desde París por vía aérea. La ciudad adulaba a sus artistas, recibiendo a Nichita como a un príncipe apuesto y rebelde, ya Marin Preda como a un patriarca. Las luces brillaban en las calles e incluso había algunos letreros de neón, al estilo americano. Nadie tenía prisa. Había tiempo para todo: para libros y películas, para bromas políticas y para una copa de buen vino. Por un momento, Bucarest había recuperado su normalidad anterior a la guerra. Un año después, en el 71, las Tesis de Julio trazarían una línea invisible de bisturí sobre las personas, sobre las noches blancas de Bucarest, sobre todos nuestros pequeños e inocentes placeres. Una ráfaga de viento helado anunciaba el espantoso invierno ideológico que pronto llegaría. Las maletas de Andrei Șerban estaban siendo preparadas para su salida definitiva del país.

Ni siquiera cuando el restaurante Mignon cerró y las bombillas del centro desaparecieron una a una, la gente dejó de esperar. Es como si nadie quisiera creer que todo podría terminar tan rápido, en un giro absurdo e injusto de la historia.

## Las Tesis

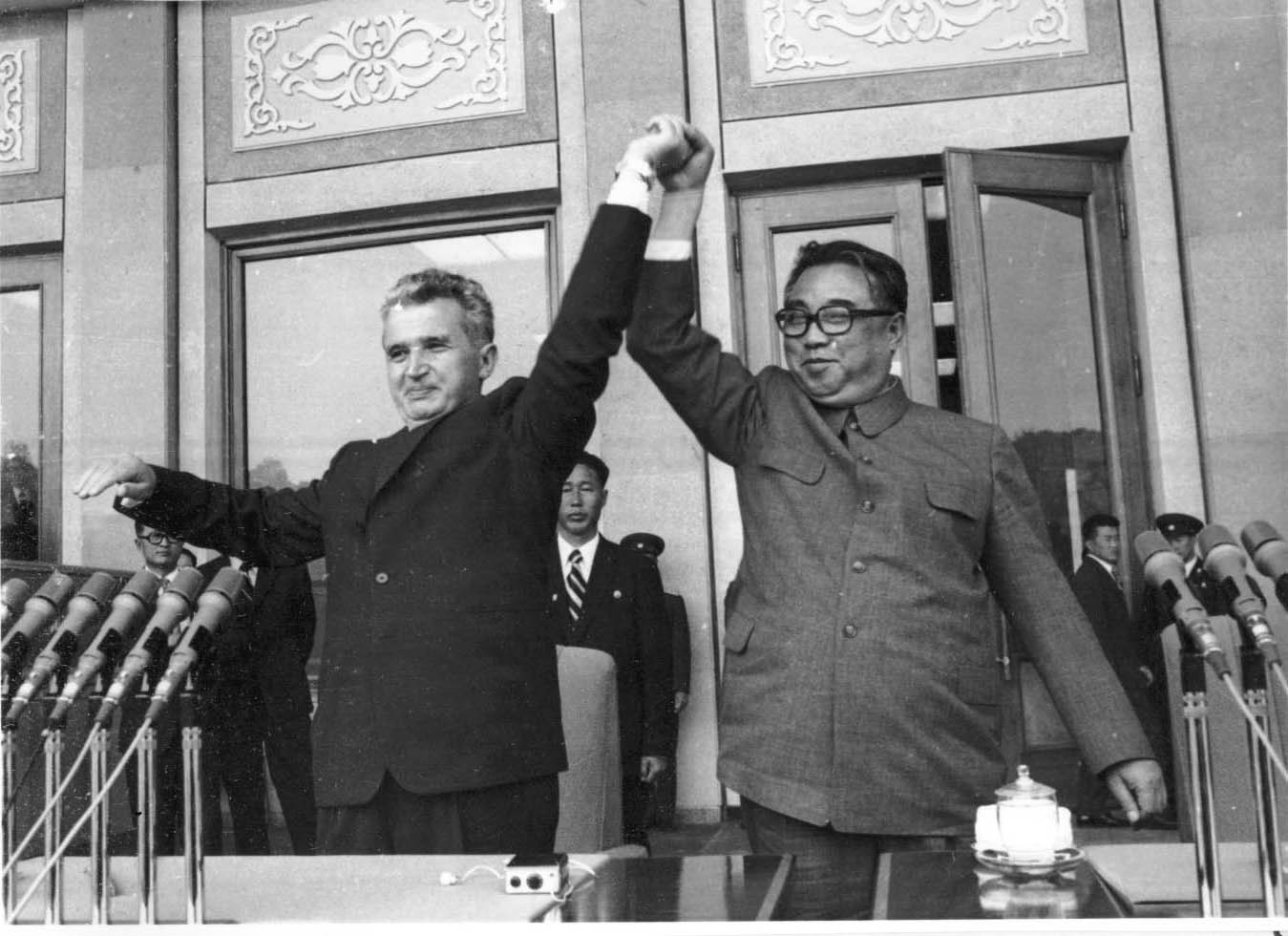
Ceaușescu junto con Kim Il Sung.

Ceaușescu visitó la República Popular China, Corea del Norte, Vietnam del Norte y Mongolia en 1971. Se interesó mucho en la idea de una transformación nacional total tal como se plasma en los programas del Partido del Trabajo de Corea. y la Revolución Cultural de China. También se inspiró en los cultos a la personalidad de Mao Zedong de China y Kim Il-sung de Corea del Norte. Poco después de regresar a casa, comenzó a emular el sistema de Corea del Norte, influenciado por la filosofía Juche de Kim Il-sung.
A su regreso, emitió las Tesis, que contenían diecisiete propuestas. Entre estos estaban: crecimiento continuo en el "papel dirigente" del Partido; mejora de la educación del Partido y de la acción política de masas; participación de los jóvenes en grandes proyectos de construcción como parte de su "trabajo patriótico" (muncă patriotică); una intensificación de la educación político-ideológica en escuelas y universidades, así como en organizaciones infantiles, juveniles y estudiantiles (como la Unión de la Juventud Comunista y sus afiliados); y una expansión de la propaganda política, orientando a este fin programas de radio y televisión, así como editoriales, teatros y cines, ópera, ballet, sindicatos de artistas, etc, fomentando un carácter "militante, revolucionario" en las producciones artísticas. Se condenó la liberalización de 1965 y se restableció un Índice de libros y autores prohibidos.
Aunque presentadas en términos de "humanismo socialista", las Tesis marcaron de hecho un retorno al realismo socialista, reafirmando una base ideológica para la literatura que, en teoría, el Partido apenas había abandonado. La diferencia fue la adición del nacionalismo patrocinado por el Partido en la historiografía; citando a Nicolae Iorga en otro discurso en julio de 1971, Ceaușescu afirmó que "el hombre que no escribe para todo su pueblo no es un poeta", y se presentó como el defensor de los valores rumanos (una intensificación del culto a la personalidad).

## Impacto
Especialmente después del Congreso de Escritores de 1968, los líderes del Partido comenzaron a chocar con los escritores; a principios de ese año, Ceaușescu había anunciado: "la libertad del individuo no está en contradicción con las demandas e intereses generales de la sociedad, sino que, por el contrario, sirve a estos intereses". Ceaușescu logró cooptar a numerosos intelectuales (muchos de ellos anteriormente apolíticos o incluso opositores) y traerlos al Partido después de condenar la invasión de Checoslovaquia por el Pacto de Varsovia, pero aun así el Partido comenzó a intensificar la lucha entre los escritores como grupo y entre ellos y el Partido. En 1970, la entrega de premios literarios llevó a la dirección del Partido a un conflicto abierto con la Unión de Escritores. Esto determinó que la Parte recuperara el privilegio de otorgar dichos premios y de determinar sus estándares de valor.
A pesar de estos presagios de conflicto, las Tesis, con su promesa de neoestalinismo, resultaron impactantes. Se suponía que el Partido supervisaría de cerca y meticulosamente la implementación de las Tesis, pero no pudo hacerlo con la misma eficacia que en la década de 1950. En parte, esto se debió a la comunidad artística, que estaba insensible a las propuestas y se levantó en un frente unido temporal contra ellas. Zaharia Stancu y Eugen Jebeleanu, asociados durante mucho tiempo con el régimen, se unieron a la protesta de escritores más jóvenes como Buzura, Păunescu, Popescu y Marin Sorescu. Leonid Dimov y Dumitru Țepeneag denunciaron las propuestas en Radio Free Europe en París, y Nicolae Breban, editor en jefe de România Literară, renunció mientras estaba en Alemania Occidental y atacó las Tesis en una entrevista con Le Monde. Los escritores se mostraron combativos en una reunión con Ceaușescu en Neptun.
El Partido emitió sus propias contramedidas. Por ejemplo, una ley aprobada en diciembre de 1971 prohibía la difusión o publicación en el extranjero de cualquier material escrito que pudiera perjudicar los intereses del Estado. A los ciudadanos rumanos también se les prohibió tener contacto con estaciones de radio o periódicos extranjeros, ya que se consideraba hostil a Rumania. Un hombre que había presentado un volumen de poesía a un crítico para su evaluación fue juzgado por haber escrito versos "hostiles"; a pesar de que el crítico acudió a defenderlo, un tribunal militar lo condenó a 12 años de prisión.
Sin embargo, antes de la Conferencia Nacional de Escritores (mayo de 1972), la solidaridad inicial de los escritores fue destruida por luchas internas, no por el Partido (que se retiró temporalmente a un segundo plano). Después de que Ștefan Bănulescu renunció como editor de Luceafărul, Păunescu luchó con Fănuș Neagu por el puesto, que pasó a otra persona, lo que provocó que Neagu dejara la oposición. Los partidarios iniciales de las Tesis incluyeron a Eugen Barbu, Aurel Baranga y Mihnea Gheorghiu; Nichita Stănescu también afirmó haberlos recibido con "una alegría particular" y considerarlos como "una verdadera ayuda a la cultura". Los escritores sintieron resentimiento por el éxito de Goma en Alemania Occidental y por la traducción al francés de Țepeneag; el Partido aprovechó esto persuadiendo a la Unión de Escritores para que celebrara su congreso de 1972 con delegados elegidos por votación secreta, no por una asamblea general; los delegados elegirían uno de los dos nombres que se les ofrecieron. En el momento de la Conferencia Nacional del Partido de julio de 1972, las estrategias de la élite cultural y los conflictos que dominarían las décadas de 1970 y 1980 se habían cristalizado. La disidente Mónica Lovinescu describe cuatro características de la escena literaria en Rumania hasta 1989: coraje intermitente; la posición en el orden social transformada en criterio estético; la eficacia de algunos medios de corrupción; y una ruptura entre generaciones, con muchos jóvenes opositores listos para ceder y algunos escritores mayores listos para resistir.
El Partido ofreció mayores regalías y pensiones y aprovechó la envidia de los escritores, lo que llevó a la exclusión de Goma y Țepeneag, quienes no fueron elegidos por votación secreta y fueron abucheados cuando hablaron en la reunión de elección de delegados de la Unión antes de la conferencia, allí también se afirmó que Goma no tenía talento. Mientras que escritores como Blandiana, Buzura, Ștefan Augustin Doinaș y Marin Sorescuse negaron a conformarse, manteniendo la integridad moral y artística, Goma y Țepeneag fueron atacados por su disposición a desafiar los dictados culturales del Partido. Otros escritores estaban ansiosos por no poner en peligro sus privilegios y temían que el Partido pudiera usar las Tesis para traer nuevos "escritores" a una Unión rebelde. En cambio, prefirieron una evasión sutil de sus limitaciones y, por lo tanto, se mostraron reacios a respaldar al par de disidentes más francos.
En tres años, el equilibrio de poder en la comunidad de escritores se había desplazado de la generación de la década de 1960 a los protocronistas; los escritores ávidos de mayor influencia ahora podían obtenerla especializándose en la producción de ideología. Estos incluían figuras en declive que esperaban revivir sus carreras, como Barbu (cuya carrera había sufrido a expensas de los opositores), y escritores más jóvenes como Păunescu, un oponente inicial. Las dos facciones permanecieron en conflicto abierto durante una década, pero en 1981 el Partido había dejado impotente a la Unión congelando sus fondos y restringiendo sus actividades; no se permitieron más Conferencias de Escritores después de ese año. En cambio, con un mayor énfasis en la ideología, la fuerza y la centralización, y con más fondos, los protocronistas siguieron siendo más influyentes hasta la Revolución rumana de diciembre de 1989, habiendo sido reforzados por las "Tesis de Mangalia" en el verano de 1982. Particularmente en la década de 1980, la cultura y la ciencia rumanas se aislaron cada vez más a nivel internacional.
También como resultado de las Tesis, la sociología fue eliminada como disciplina universitaria y lo que quedó se enseñó en la Academia Ștefan Gheorghiu del Partido. El número de personas autorizadas a estudiar materias no técnicas en la universidad se redujo drásticamente; se publicaron menos libros; y se redujeron los privilegios antes concedidos a los intelectuales. En 1974, la Academia de Ciencias se vio obligada a contratar a Elena Ceaușescu como miembro y luego como directora; lo politizó hasta tal punto que su prestigio y gran parte de su investigación seria fueron destruidos.